# Municipio 9 Otter Creek
El municipio 9 Otter Creek (en inglés: Township 9 Otter Creek) es un municipio ubicado en el  condado de Edgecombe en el estado estadounidense de Carolina del Norte. En el año 2010 tenía una población de 1.807 habitantes.

## Geografía
El municipio 9 Otter Creek se encuentra ubicado en las coordenadas 35°43′51.38″N 77°39′40.79″O / 35.7309389, -77.6613306.